# Dodi Conti
Dodi Conti (Córdoba, 1960) è un'attrice italiana.

## Biografia
Dodi Conti nata in Argentina,  è un'attrice professionista dal 1998. Il suo esordio televisivo avviene nel programma televisivo Macao con la regia di Gianni Boncompagni.
Nel 1998 è la protagonista del film Due volte nella vita diretto dalla regista Emanuela Giordano.
Nel 1999 interpreta Uga Fantozzi in Fantozzi 2000 - La clonazione.
Nel 2005 ha partecipato alla sceneggiatura del film Gli occhi dell'altro del regista Gianpaolo Tescari.

## Filmografia

### Cinema
- Due volte nella vita, regia di Emanuela Giordano (1998)
- La vespa e la regina, regia di Antonello De Leo (1999)
- Fantozzi 2000 - La clonazione, regia di Domenico Saverni (1999)
- Muzungu, regia di Massimo Martelli (1999)
- Casa Eden, regia di Fabio Bonzi (2004)
- Mi rifaccio vivo, regia di Sergio Rubini (2013)
- Tutta colpa di Freud, regia di Paolo Genovese (2014)
- Nessuno come noi, regia di Volfango De Biasi (2018)

### Televisione
- Macao – programma TV (1997)
- La casa dell'angelo – film TV (2002)
- Al di là del lago – serie TV  (2011)
- Immaturi - La serie – serie TV  (2018)
- L'amica geniale – serie TV  (2020)
- Christian - serie TV, episodio 1x03 (2022)
- Bang Bang Baby – serie TV  (2022)